# IC 4316
IC 4316 — галактика типа IBm/P в созвездии Гидра. Поверхностная яркость — 13,9 mag/arcmin². Этот объект входит в число перечисленных в оригинальной редакции «Нового общего каталога».